# D-oktopin dehidrogenaza
D-oktopin dehidrogenaza (EC 1.5.1.11, D-oktopinska sintaza, oktopinska dehidrogenaza, oktopin:NAD+ oksidoreduktaza, ODH, 2-N-(D-1-karboksietil)--arginin:+ oksidoreduktaza (formira -arginin)) je enzim sa sistematskim imenom N2-(-1-karboksietil)--arginin:+ oksidoreduktaza (formira -arginin). Ovaj enzim katalizuje sledeću hemijsku reakciju
2-(-1-karboksietil)--arginin + + +2O {\displaystyle \rightleftharpoons } -arginin + piruvat + NADH + H+
U reverznom smeru, ovaj enzim deluje takođe na L-ornitin, L-lizin i L-histidin.

## Literatura
- Nicholas C. Price; Lewis Stevens (1999). Fundamentals of Enzymology: The Cell and Molecular Biology of Catalytic Proteins (Third изд.). USA: Oxford University Press. ISBN 019850229X.
- Eric J. Toone (2006). Advances in Enzymology and Related Areas of Molecular Biology, Protein Evolution (Volume 75 изд.). Wiley-Interscience. ISBN 0471205036.
- Branden C; Tooze J. Introduction to Protein Structure. New York, NY: Garland Publishing. ISBN 0-8153-2305-0.
- Irwin H. Segel. Enzyme Kinetics: Behavior and Analysis of Rapid Equilibrium and Steady-State Enzyme Systems (Book 44 изд.). Wiley Classics Library. ISBN 0471303097.
- William P. Jencks (1987). Catalysis in Chemistry and Enzymology. Dover Publications. ISBN 0486654605.

## Spoljašnje veze
- D-octopine+dehydrogenase на 